# Glen MacDonough
Glen MacDonough (New York, 12 novembre 1870 – Stamford, 30 marzo 1924) è stato uno scrittore, librettista e paroliere statunitense.
È ricordato soprattutto per essere stato, nel 1903, il librettista dell'operetta di Victor Herbert Babes in Toyland.

## Biografia
Glen MacDonough era figlio dell'impresario teatrale Thomas B. MacDonough e dell'attrice Margaret Jefferson (Laura Don. Glen MacDonough).
Iniziò la sua carriera a New York come reporter, passando a scrivere brevi storie per il giornale. Acquisita una certa notorietà, abbandonò il giornalismo e si dedicò alla scrittura. Il suo primo lavoro che godette di una nota giornalistica fu The Prodigal Father del 1892. L'anno dopo, collaborò per The Algerian con Reginald DeKoven, noto compositore di canzoni. Continuò a scrivere per il teatro musicale numerosi testi. Molti sono passati nel dimenticatoio, ma alcuni, come Babes in Toyland, risultano ancora interessanti. 
Scrisse le parole per l'operetta Chris and the Wonderful Lamp, musicata dal re delle marce americano, John Philip Sousa. MacDonough fu anche uno dei numerosi parolieri che misero mano alla stesura del testo del musical The Wizard of Oz che andò in scena in prima assoluta a Chicago nel 1902 e poi divenne uno straordinario successo a Broadway.
Con Victor Herbert, MacDonough collaborò - oltre a Babes in Toyland - ad altri tre lavori, It Happened in Nordland (1905), Wonderland (1905) e The Rose of Algeria (1909).
Fu anche l'autore dei testi della versione americana di The Count of Luxembourg, tratta dall'operetta originale Il conte di Lussemburgo di Franz Lehár. L'operetta, in inglese, era stata adattata, per la produzione londinese del 1911, da Basil Hood e Adrian Ross. Per lo spettacolo di Broadway, i testi vennero affidati a MacDonough che aveva curato, nel 1901, anche quelli di Vienna Life di Johann Strauss (figlio).
MacDonough continuò a scrivere fino a un anno dalla morte. Il suo ultimo lavoro fu, nel 1923, la commedia Four Walls.

## Morte
Glen MacDonough morì nel Connecticut, a Stamford, il 30 marzo 1924. È sepolto al Valleau Cemetery di Ridgewood, nella contea di Bergen, in New Jersey.

## Spettacoli teatrali
- The Prodigal Father (1892)
- The Algerian (1893)
- Miss Dynamite (Broadway, 5 novembre 1894)
- Delmonico's at 6 (1885)
- Sister Mary (Broadway, 27 ottobre 1899)
- Papa's Wife (Broadway, 13 novembre 1899)
- Chris and the Wonderful Lamp (Broadway, 1º gennaio 1900)
- The Belle of Bridgeport (Broadway, 29 ottobre 1900)
- Vienna Life (Broadway, 23 gennaio 1901)
- The New Yorkers (Broadway, 7 ottobre 1901)
- Among Those Present (Broadway, 10 novembre 1902)
- The Wizard of Oz (Chicago, 1902)
- The Wizard of Oz (Broadway, 20 gennaio 1903)
- Babes in Toyland (Broadway, 13 ottobre 1903)
- The Wizard of Oz, revival (Broadway, 21 marzo 1904)
- Bird Center (Broadway, 3 novembre 1904)
- It Happened in Nordland (Broadway, 5 dicembre 1904)
- Babes in Toyland (Broadway, 2 gennaio 1905)
- Wonderland (Broadway, 24 ottobre 1905)
- About Town (Broadway, 15 novembre 1906)
- The Midnight Sons (Broadway, 22 maggio 1909)
- The Rose of Algeria (Broadway, 20 settembre 1909)
- The Jolly Bachelors (Broadway, 6 gennaio 1910)
- The Summer Widowers (Broadway, 4 giugno 1910)
- The Hen-Pecks (Broadway, 4 febbraio 1911)
- The Never Homes (Broadway, 5 ottobre 1911)
- The Count of Luxembourg (Broadway, 16 settembre 1912)
- Eva (Broadway, 30 dicembre 1912)
- The Queen of the Movies (Broadway, 12 gennaio 1914)
- Fads and Fancies (Broadway, 8 marzo 1915)
- Come to Bohemia (Broadway, 27 aprile 1916)
- Hitchy-Koo (1917) (Broadway, 7 giugno 1917)
- The Kiss Burglar (Broadway, 9 maggio 1918)
- Hitchy-Koo (1918) (Broadway, 6 giugno 1918)
- The Kiss Burglar (Broadway, 17 marzo 1919)
- Hitchy-Koo (1920) (Broadway, 19 ottobre 1920)
- Within Four Walls (Broadway, 17 aprile 1923)
- Babes in Toyland (Broadway, 23 dicembre 1929)
- The Count of Luxembourg (Broadway, 17 febbraio 1930)
- Babes in Toyland (Broadway, 20 dicembre 1930)
- Tintypes (Broadway, 23 ottobre 1980)

## Filmografia
- Il villaggio incantato (Babes in Toyland) (1934)